# تاريخ العالم في عشرة فصول ونصف (رواية)
تاريخ العالم في عشرة فصول ونصف (بالإنجليزية: A History of the World in 10½ Chapters)‏ هي رواية للكاتب الإنجليزي جوليان بارنز، نشرت عام 1989م، عن دار نشر جوناثان كيب.